# Nana (film 2005)
NANA è un film del 2005 diretto da Kentarō Ōtani.
Il film è il live action della serie omonima di manga e anime firmati Ai Yazawa; è interpretato tra gli altri da Mika Nakashima e Aoi Miyazaki.

## Trama
Due ragazze completamente agli antipodi si incontrano in treno, mentre questo è costretto per via della neve a stazionare in un punto morto della linea. Unica cosa in comune che le lega sembra essere il loro nome e l'età. Entrambe si chiamano Nana. Ma mentre una è una rocker, all'apparenza dura e molto matura, l'altra è la tipica giapponese carina e sorridente e dall'aspetto un po' infantile. Le due alla fine si lasciano e ritornano alle proprie vite.
Si viene così a sapere che Nana Osaki è una cantante che ha lasciato da poco il suo gruppo. Uno dei componenti, il suo ragazzo, si è unito ad un'altra band, molto in voga in Giappone. Affranta e completamente sola, va in cerca per la città di un appartamento e il destino vuole che capiti proprio nella stessa abitazione in cui si trova Nana Komatsu, la ragazza incontrata sul treno. Le due decidono quindi di condividere l'appartamento e in questo modo nasce una grande amicizia tra le due, all'inizio un po' zoppicante per le differenze quasi insormontabili ma che poi spicca il volo e aiuta le due ragazze a sopravvivere ai propri problemi.

## Sequel
Visto il grande successo ottenuto dal film, subito dopo la sua uscita venne annunciata la produzione di un sequel, ma soltanto nell'agosto 2006 si ebbe la conferma che le riprese sarebbero iniziate nel settembre dello stesso anno. In Nana 2 il ruolo di Nana "Hachi" da Aoi Miyazaki è passato a Yui Ichikawa e il ruolo di Shin è passato a Kanata Hongō.

## Colonna sonora
Glamorous Sky è cantata dalla stessa Mika Nakashima. La canzone è stata scritta da Ai Yazawa e da Hyde, componente dei L'Arc~en~Ciel.
1. Nana Theme 1
2. Hachi Theme 1
3. Two Nanas 1
4. Hachi Theme 2
5. New Life 1
6. Nana Theme 2
7. Fallin'
8. New Life 2
9. The Inevitable
10. An End
11. Nana Theme 3
12. GLAMOROUS SKY (soundtrack version)
13. Hachi Theme 3
14. Let It End?
15. White Snow, Dress Red
16. Endless Story (Soundtrack Version)
17. The Key
18. Two Nanas 2
19. Yearning

## Nella cultura popolare
Nel 2023 Mika Nakashima ha partecipato all'annuale show su ghiaccio Fantasy on Ice. Nell'occasione ha collaborato con il due volte campione olimpico Yuzuru Hanyū, che ha pattinato su Glamorous Sky.